# Krščenovec
Krščenovec – wieś w Chorwacji, w żupanii varażdińskiej, w gminie Breznički Hum. W 2011 roku liczyła 114 mieszkańców.